# American illustré

American illustré est un hebdomadaire français de bande dessinée pour la jeunesse publié de juin 1907 à mars 1908 par la Librairie mondiale. Prétendant publier « les plus grands humoristiques français et américains », l'hebdomadaire se contente d'auteurs bien français, au premier rang desquels Louis Forton et Raoul Thomen, poussés à dessiner des histoires aux thèmes américains (cow-boys, bussinesmen, touristes américains à Paris). La vogue d'américomanie n'est cependant pas assez vivace pour empêcher l'illustré de couler après quarante numéros.

## Séries publiées
| Titre                                                  | Auteurs                      | Durée de publication   |
| ------------------------------------------------------ | ---------------------------- | ---------------------- |
| Thomas Picoock, détective                              | Harry Narth (Raoul Thomen)   | 1-17                   |
| Aventures de Séraphin Laricot                          | Louis Forton                 | 1-23                   |
| Histoire de France humoristique                        | Paul Sellier                 | 3, 7, 11, 13, 20 et 26 |
| Jim Pattarsor, inventeur                               | Pierre Falké                 | 17, 20, 23 et 25       |
| Ce p'tit n'amour d'enfant                              | Tommy Jackson (Louis Forton) | 23-40                  |
| Les Exploits d'Isidore Mac-Aron et d'Anatole Fricotard | Louis Forton                 | 29-40                  |

## Autres illustrateurs
- Jean d'Aurian

### Documentation
- Patrice Caillot, « American illustré », dans Le Collectionneur de bandes dessinées no 19, décembre 1979, p. 21-23